# Chandrodayapur
Chandrodayapur – gaun wikas samiti we wschodniej części Nepalu w strefie Sagarmatha w dystrykcie Siraha. Według nepalskiego spisu powszechnego z 2001 roku liczył on 917 gospodarstw domowych i 5213 mieszkańców (2508 kobiet i 2705 mężczyzn).